# Lisztomania (film)
Lisztomania è un film del 1975 scritto e diretto da Ken Russell.
Il film narra la vita del pianista e compositore del XIX secolo Franz Liszt e si basa, in parte, sul libro di Marie d'Agoult Nélida (1846) nel quale si narra della relazione fra l'autrice e Liszt stesso. Descrivendo Liszt come la prima pop star classica, Lisztomania presenta la rock star Roger Daltrey degli Who nei panni di Franz Liszt. Per il film Daltrey e Russell hanno scritto il testo della colonna sonora e Daltrey stesso ha cantato le canzoni.

## Trama
Il film presenta la vita di Franz Liszt attraverso una serie di episodi surreali che mescolano realtà e fantasia con elementi anacronistici. La scena iniziale mostra una visione demenziale in cui Liszt va incontro alla furia del marito conte di Marie d'Agoult dopo essere stato scoperto a letto con lei. Quando la donna supplica il marito di non duellare con Liszt, il conte ordina che entrambi vengano intrappolati in un pianoforte piazzato sui binari di una ferrovia, dove un treno di passaggio li uccide.
Richard Wagner incontra Liszt a un festino in cui sono presenti i suoi colleghi (tra cui Gioachino Rossini, Hector Berlioz, Frédéric Chopin e Hans von Bülow) e viene pagato per permettere a Liszt di eseguire una variazione su una musica da Rienzi. Al concerto, Wagner è scoraggiato dalla capacità di Liszt di ricevere un pubblico clamoroso di ragazze che lo adorano malgrado la sua mancanza di serietà, in quanto la sua modifica del brano di Rienzi consiste nel mischiarlo con il walzer Le tagliatelle. Una delle fan di Liszt, la principessa Carolyne, gli invia il suo indirizzo per incontrarsi in Russia.
In un'altra scena immaginaria, Marie e Liszt mettono al mondo tre figli, ma questa vita domestica ha messo a dura prova la creatività di Liszt, che si prepara a partire per San Pietroburgo per suonare per lo Zar. Marie, ingelosita dalle sue continue infedeltà, minaccia di abbandonarlo qualora decida di partire. Liszt confida a Cosima, la figlia maggiore, di voler vendere la sua anima al Diavolo per riacquistare la capacità di creare nuova musica brillante. Mentre Liszt se ne va, Cosima lo consola dicendo che pregherà Dio ogni giorno affinché Liszt incontri il Diavolo e possa vendergli l'anima.
In Russia, Liszt incontra la principessa Carolyne, che cerca di sedurlo offrendogli la possibilità di comporre la musica brillante che desidera in cambio del controllo totale della sua vita. In una delle scene più provocatorie del film, Liszt ha una visione in cui le donne della corte di Carolyne lo assalgono, ma poi vengono sedotte dalla sua musica e lo fanno eccitare facendogli venire un'erezione lunga tre metri. Improvvisamente la visione diventa un incubo quando Liszt viene condotto dinanzi a Carolyne, la quale spiega che per la ritrovare la prolificità musicale, Liszt deve pagare rinunciando al libertinaggio, cioè facendosi ghigliottinare l'enorme erezione.
La scena successiva mostra Liszt che, a Dresda durante la rivolta di maggio, si sente in colpa per avere passato tutto il suo tempo in isolamento a comporre musica anziché sostenere i suoi amici nella rivolta (è anche fortemente suggerito che Marie e i loro due figli più giovani sono stati uccisi). Wagner, ora un criminale politico in fuga, entra nel rifugio e chiede a Liszt denaro per poter fuggire dal paese con la sua famiglia. Mentre Liszt cerca di medicargli le ferite, Wagner droga di nascosto la sua bevanda, facendolo svenire. Wagner si rivela un vampiro, incaricato di scrivere la musica che ispirerà il nazionalismo tedesco. Mentre Liszt compone musica al pianoforte, Wagner gli succhia il sangue. Prima di andarsene, Wagner gli lascia un fumetto di Superman (in riferimento al "superuomo" di Friedrich Nietzsche) come opuscolo politico.
Liszt e Carolyne si recano alla Città del Vaticano per sposarsi, dopo che il papa ha accettato di concederle il divorzio dal marito. Il nuovo matrimonio viene però annullato dall'intervento di Liszt e dello Zar. Furiosa per l'impotenza politica del papa, Carolyne minaccia di scrivere un'antologia sui suoi disaccordi con la chiesa (un'allusione al suo saggio Causes intérieures de la faiblesse extérieure de l'Église en 1870). Liszt propone quindi di unirsi alla chiesa come abate. Questo tuttavia non gli riesce poiché viene sorpreso a letto con una donna. Il papa rivela a Liszt che Wagner ha sedotto Cosima sposandola e ha iniziato a guidare un culto diabolico incentrato sulla sua musica, quindi gli ordina di recarsi al castello di Wagner per esorcizzarlo e restituirlo alla fede cristiana, altrimenti Liszt verrà scomunicato e la sua musica bandita.
Liszt si reca al castello di Wagner, dove osserva un rituale segreto in cui Wagner, vestito da supereroe, canta di come la gioventù della Germania sia stata stuprata dalla bestia (rappresentata da un ebreo diabolico che violenta ragazze germaniche bionde) e che presto arriverà un nuovo messia per sconfiggerla. Cosima poi fa marciare il pubblico di bambini con un saluto nazista, cantando di come diventeranno la razza superiore. Liszt esce allo scoperto e affronta Wagner, il quale gli rivela di avere creato "l'uomo d'acciaio", un robot dalle sembianze di Thor con cui eliminare tutti gli ebrei del paese, ma per perfezionarlo deve rubargli altra musica. Liszt sconfigge Wagner suonando al pianoforte, esorcizzandolo e riducendolo a fin di vita. Cosima interviene arrestando Liszt e resuscitando Wagner tramutandolo in un ibrido fra Adolf Hitler ed il mostro di Frankenstein, che massacra gli ebrei di un villaggio armato di chitarra-mitragliatrice. Infine Cosima uccide Liszt infilzando il cuore di una bambola voodoo con le sue fattezze.
In paradiso, Liszt suona con Cosima e le donne con cui ha amoreggiato. Queste si pentono del modo in cui lo hanno trattato e si riappacificano con lui. Nel finale, Liszt e le donne decidono di distruggere Wagner-Hitler con un'astronave mentre questo sta distruggendo Berlino. Una volta eliminato il malvagio, Liszt canta di avere finalmente trovato la pace mentre vola nello spazio infinito.

## Produzione
La compagnia Goodtimes di David Puttnam aveva in programma di realizzare una serie di sei film biografici sui compositori, tutti diretti dal regista Ken Russell. I soggetti dovevano includere Franz Liszt, George Gershwin, Berlioz e Vaughan Williams. Il primo fu Mahler, che ebbe modesto successo. Nel luglio 1974 Russell rivelò che voleva Al Pacino come nel ruolo di George Gershwin e Mick Jagger nel ruolo di Liszt, poiché Liszt era stata definita "la prima pop star".
Puttnam dice che voleva seguirlo con un film biografico di Gershwin interpretato da Pacino, ma afferma che Russell aveva appena realizzato Tommy e voleva girare un film su Liszt con Roger Daltrey protagonista. Russell scrisse inoltre di aver scritto due film su Liszt e Gershwin. Quest'ultimo si chiamava The Gershwin Dream ed era stato Puttnam a scegliere Liszt. Russell afferma che questo lo doveva fare "probabilmente" perché voleva interpretare Liszt.
Nell'ottobre 1974 Russell annunciò perciò che Roger Daltrey avrebbe interpretato Liszt. "La musica di Liszt è proprio come il rock moderno", ha dichiarato Daltrey al riguardo. "Era molto simile a me... aveva questa cosa religiosa come me, ma continuava a desiderare le donne." "Roger è un artista naturale e brillante", ha detto Russell. "Recita come canta e i risultati sono magici. Ha anche una curiosa qualità di innocenza, motivo per cui era un Tommy perfetto ed è l'unica persona adatta a interpretare Liszt."
Nel dicembre 1974, Mayfair annunciò di aver firmato un accordo per distribuire cinque film realizzati da Russell e la Goodtimes iniziò con uno su Liszt. Nel febbraio del 1975 Russell disse che Marty Feldman avrebbe interpretato Wagner e sempre nello stesso mese il titolo fu cambiato da Liszt a Lisztomania.

### Riprese
Puttnam ha detto sul film che "Il problema era che [Russell] non ha mai finito la sua sceneggiatura e, francamente, sembrava solo andare fuori di testa". Russell ha affermato di essere stato più incuriosito dalla relazione di Liszt con Wagner, ma Puttnam "era più a suo agio a un concerto pop che nella sala da concerto. Ha tirato fuori la mia prima sceneggiatura per essere troppo diretto e mi ha esortato a scriverne un altro sottolineando l'elemento pop."
Russell in seguito scrisse che "Stavo interpretando Trilby nel suo [Puttnam's] Svengali", affermando che è stato Puttnam a suggerire a Ringo Starr di recitare un ruolo di supporto, a convincere Richard Wakeman a fare musica e a suggerire ad lui di diventare anamorfico. Daltrey però disse di aver trovato la parte difficile perché non aveva battute in Tommy e non sapeva suonare il piano. Puttnam ha affermato che "il film si è schiantato sul budget e ogni volta che sono tornato dalla raccolta di fondi, il budget è aumentato di nuovo. Ho fatto del mio meglio, ma è stato un incubo, impossibile tenere il passo."
Sandy Lieberson di Goodtimes ha dichiarato che Russell "è andato in profondità" costringendo Lieberson e Puttnam a mettere i propri soldi nel film.

## Distribuzione
Il film è uscito lo stesso anno del musical della band di Daltrey Tommy, interpretato da Daltrey stesso e sempre diretto da Russell, e ha la musica composta e scritta dal tastierista Rick Wakeman, del gruppo rock progressivo Yes, comprendente anche degli arrangiamenti per sintetizzatore di opere di Liszt stesso e Richard Wagner. Nel film Wakeman appare anche in un cameo come il dio nordico del tuono, Thor.
Tra le altre celebrità che appaiono nel film si trova anche l'ex-Beatles Ringo Starr nel ruolo del papa. Questo film è stato il primo in assoluto ad utilizzare il nuovo sistema audio Dolby Stereo.

## Critica
Il film fu un fiasco totale e costrinse la Goodtimes a rescindere il suo contatto con Russell per realizzare altri film in futuro.

### Recensioni
Roger Ebert ha dato al film tre stelle su quattro e lo ha definito "un esercizio folle di genio demenziale, e a quel livello (voglio rendere esplicito il mio elogio) talvolta funziona. Molte persone probabilmente lo disprezzeranno". Richard Eder del New York Times invece ha scritto che per la prima mezz'ora il film è "maniacale ed estremamente divertente. Poi ricade in un po' rumoroso di pretenziosità alla maniera del suo predecessore, Tommy pieno di luci lampeggianti, tute spaziali di raso , mobili in cromo lucido e finta agonia." Gene Siskel del Chicago Tribune ha regalato al film una stella su quattro e ha scritto che "Russell riempie lo schermo con immagini sessuali abbastanza stravaganti da ottundere i sensi. I pubblicisti del film credono che Lisztomania sia scandaloso; al contrario, è solo noioso. " Kevin Thomas del Los Angeles Times lo ha definito "un film vivace, coerente in modo coerente e fantasioso che è alternativamente - e talvolta contemporaneamente - scandaloso, esilarante un commovente. " Gary Arnold del Washington Post ha scritto che" diventa dolorosamente evidente che Russell, il grande vulgariano del cinema contemporaneo, avrebbe dovuto smettere mentre era in vantaggio, in un certo senso. Un approccio boudoir-farsa alla vita e alla leggenda di Liszt avrebbe avuto una mentalità banale, ma innocuamente banale rispetto alla raccolta di oscene fantasie e profondità gassose a cui Russell ricorre dopo che la sua musa esaurisce le idee comiche." Pauline Kael ha scritto: "In un paio di sequenze, esplode con successo con una follia spensierata, a fumetti, ma nonostante tutta la sua sferzata in una furia da schiaffo, il regista Ken Russell sembra non riuscire a mettere insieme gli elementi del film insieme ."
Il critico tedesco Hans-Christoph Blumenberg, che ha recensito il film per Die Zeit, ha riassunto il film come segue:
Un altro critico tedesco, Hans J. Wulff, ha dedicato un articolo di sei pagine al film e ha commentato:

## Il termine Lisztomania
Il termine "Lisztomania" è stato coniato dal letterato romantico tedesco Heinrich Heine per descrivere la massiccia risposta del pubblico alle esecuzioni pianistiche virtuosistiche di Liszt. Durante queste esibizioni, c'erano donne che presumibilmente urlavano e il pubblico a volte si limitava a stare solo in piedi.